# Shubra al-Khayma
Shubra al-Khayma (arabiska شبرة الخيمة, Shubrā al-Khaymah) är en stad strax norr om Kairo i Egypten och är den största staden i guvernementet Al-Qalyubiyya. Shubra al-Khayma är uppdelad i två administrativa områden, kismer, med totalt cirka 1,3 miljoner invånare. Detta gör den till Egyptens fjärde största stad befolkningsmässigt men räknas normalt sett som en förort till Kairo.